# 张公铎
张公铎（884年—945年），中国五代十国时期后蜀将官。

## 效力孟知祥
张公铎是太原乐平人。父亲张项，唐朝仪州兵马使。张公铎年轻时涉猎文史，身长七尺，倜傥有节义。后被后唐北京留守孟知祥录为亲从。孟知祥出任西川节度使，补张公铎为牙校。朝廷将孟知祥妻福庆长公主送去孟知祥处，张公铎跟随都押牙高敬柔、衙内右第二指挥使武漳前去晋阳迎接。孟知祥招兵买马加强军力准备与朝廷对抗时，置义胜、定远诸军，以张公铎为都知兵马使。
孟知祥和邻镇东川节度使董璋结盟对抗朝廷，但当皇帝李嗣源处死之前倡导讨伐两川的权势枢密使安重诲后，长兴三年（932年），孟知祥寻求和朝廷和解，因而和董璋发生冲突。孟知祥希望至少名义上重归朝廷，但董璋因其子董光业一家已被朝廷所杀，拒绝和解。五月，董璋决定讨伐西川兼并之。两军在各自节度使率领下，在汉州弥牟镇鸡踪桥遭遇。孟知祥以副帅赵廷隐在前，张公铎的义胜、定远两军在后队。董璋本人为勇士，最初在战役中得胜，杀了孟知祥部下左明义指挥使毛重威、左冲山指挥使李瑭。赵廷隐兵败，董璋追杀，孟知祥害怕了，以马棰指后队，意在撤军。但张公铎却以为孟知祥是下令自己迎战，率义胜、定远两军大呼着加入战斗，所部以一当百，赵廷隐也整军复战，东川军乱不成列，溃败，数千士兵被杀，东川中都指挥使元璝、牙内副指挥使董光演（很可能也是董璋之子）等八十余人被俘。东川军瓦解，董璋害怕并逃回梓州，随后死于兵变，变兵投降孟知祥。张公铎因功被授简州刺史。

## 效力孟昶
李嗣源之子后唐闵帝李从厚应顺元年（934年），孟知祥称帝，建立后蜀。二月，迁张公铎为捧圣控鹤都指挥使。不久即病重，六月，将年轻的儿子东川节度使、同平章事、亲卫马步都指挥使孟仁赞（不久改名孟昶）立为太子、监国，托付给张公铎、司空同平章事赵季良、卫圣诸军都指挥使武信军节度使李仁罕、保宁节度使赵廷隐、枢密使王处回、奉銮肃卫指挥副使侯弘实、昭武军节度使李肇等后驾崩。孟昶继位为帝。加张公铎检校太尉荣衔。
孟昶继位后，李仁罕自恃自己是有功宿将又受顾命之托，坚请判六军。孟昶起初不得已同意了，加李仁罕兼中书令、判六军事。但十月，张公铎和孟昶近臣医官使韩继勋、丰德库使韩保贞、茶酒库使安思谦等厌恶李仁罕，都秘密弹劾李仁罕有异志；孟昶让韩继勋等与赵季良、赵廷隐谋划，执杀李仁罕。不久，张公铎被授保宁节度使兼同平章事（其同平章事宰相衔是实任还是荣衔不详。唐朝有授予节度使宰相荣衔的传统）。为政清正严明而不残暴，百姓蒙其恩惠。僚吏畏惧他。当时因前蜀弊政，诉讼繁多，案牍堆积，张公铎衡量案情裁决，没有判决不得当的。之前治下属邑连年欠税，张公铎进行诘问，原来是豪民和狡猾胥吏侵吞赋税所致。当时的令佐已经要受代，张公铎不许他们接受代任，命令他们收租完毕再解职，不数日征到钱粮几万贯斛。
后蜀立国以来，节度使多领禁兵，或以其他职务留在成都，委托僚佐管治军镇，专事聚敛，政事败坏，百姓也无可申诉。孟昶了解到这一制度的弊端，进行改革。广政四年（941年）二月，加张公铎等人检校官，却罢免节度使之职。广政七年（944年），孟昶不知何故又推翻了自己的改革，恢复了将相遥领节度使的制度。张公铎迁宁江军节度使。
张公铎驭下严正，宿卫二十余年，宫禁安宁。后来得了精神病，孟昶忧心，为玉局洞开灵室坛，亲自写青词做法事。广政八年（945年）九月，张公铎卒于任上。孟昶哭着哀悼他，说：“严格而不酷烈，清正而不狭隘，只有张公啊。”

## 评价
- 《十国春秋》论曰：宏实（侯弘实）循谨而沉毅，公铎刚勇而清严，将相之位，斯云无忝。